# Wakkerendijk 168-170
Wakkerendijk 168-170 is een rijksmonument aan de Wakkerendijk in Eemnes in de provincie Utrecht.
De langhuisboerderij staat benedendijks en dateert uit de achttiende eeuw. In 1768 werd de boerderij bewoond door de smid Albert Wiggerts. Vanaf die tijd zou het voorste gedeelte tot 1957 ingericht zijn als smederij.
Het rieten zadeldak is afgewolfd. In de voorgevel die evenwijdig aan de dijk staat bevinden zich schuifvensters met luiken. De gevels zijn  voorzien van vlechtingen, rollagen en muurankers. 
Op het niveau van de Wakkerendijk werd vermoedelijk rond 1845 een onderkelderde kamer aangebouwd. De voorgevel staat pal op de rooilijn.